# Đế quốc Maurya
Đế quốc Maurya là một thế lực hùng mạnh trên một diện tích rộng lớn vào thời Ấn Độ cổ đại, do vương triều Maurya cai trị từ năm 321 đến 185 TCN. Đế quốc Maurya bắt nguồn từ vùng Magadha tại đồng bằng hạ du sông Hằng (nay là Bihar, phía đông Uttar Pradesh và Bengal) ở mặt phía đông của tiểu lục địa Ấn Độ, đế quốc có kinh đô đặt tại Pataliputra (nay là Patna).
Đế quốc được Chandragupta Maurya thành lập vào năm 322 TCN, ông đã lật đổ vương triều Nanda và nhanh chóng mở rộng thế lực của mình về phía tây đến vùng trung và tây Ấn Độ do tận dụng được lợi thế là các thế lực địa phương ở các vùng này đang xâu xé lẫn nhau sau khi các đội quân Hy Lạp và Ba Tư của Alexandros Đại đế rút lui về phía tây. Năm 320 TCN, đế quốc đã hoàn toàn kiểm soát được vùng tây bắc bắc Ấn Độ, đánh bại và chinh phục các satrap do Alexandros để lại.
Với một diện tích 5.000.000 km², Maurya là một trong các đế quốc lớn nhất trên thế giới vào thời gian mà nó tồn tại, và là đế quốc lớn nhất từng tồn tại trên tiểu lục địa Ấn Độ. Vào lúc rộng nhất, đế quốc này mở rộng về phía bắc dọc theo ranh giới tự nhiên của dãy Himalaya, và mở rộng về phía đông đến vùng này là Assam. Ở phía tây, Maurya chinh phục chinh phục các vùng phía ngoài của Pakistan ngày nay, thôn tính Balochistan, các phần đông nam của Iran và nhiều phần của Afghanistan ngày nay, bao gồm cả các tỉnh Herat và Kandahar. Đế quốc mở rộng đến các vùng miền trung và miền nam dưới thời các hoàng đế Chandragupta và Bindusara, song không bao gồm một phần nhỏ vùng đất của các bộ lạc chưa được thám hiểm và các khu vực rừng gần Kalinga (nay là Orissa), cho đến khi chúng bị A Dục Vương (Ashoka) chinh phục. Đế quốc bắt đầu suy sụp từ 60 năm sau thời kỳ trị vì của A Dục Vương, và tan rã vào năm 185 TCN với sự hình thành của vương triều Sunga tại Magadha.
Dưới thời Chandragupta, đế quốc Maurya đã chinh phục vùng Ngoại-Ấn, đang nằm dưới quyền cai quản của người Macedonia. Chandragupta sau đó đã đánh bại cuộc xâm lược do Seleukos I lãnh đạo (một tướng người Hy Lạp trong quân đội của Alexandros Đại đế). Dười thời cai trị của Chandragupta vè những người kế vị, nội thương và ngoại thương, các hoạt động nông nghiệp và thương mại, tất cả đều phát triển mạnh và mở rộng ra khắp Ấn Độ nhờ việc tạo ra một hệ thống đơn nhất về tài chính, quản trị và an ninh.
Sau chiến tranh Kalinga, đế quốc Maurya đã trải qua nửa thế kỷ hòa bình và an ninh dưới sự cai trị của A Dục vương. Ấn Độ dười thới Maurya cũng bước vào một kỷ nguyên của hòa hợp xã hội, biến đổi tôn giáo, và sự mở rộng của khoa học và kiến thức. Đường hướng Kỳ Na giáo của Chandragupta Maurya đã làm gia tăng các đổi mới và cải cách xã hội cùng tôn giáo, trong khi đường hướng Phật giáo của A Dục vương đã tạo nên nền tảng của triều đại là xã hội và chính trị thái bình và khắp Ấn Độ không có bạo lực. A Dục vương cũng hỗ trợ cho việc truyền bá các tư tưởng của Phật giáo đến Sri Lanka, Đông Nam Á, Tây Á và châu Âu Địa Trung Hải.
Dân số của đế quốc Maurya được ước tính là khoảng 50-60 triệu người mà nó đã khiến cho đế quốc này trở thành một trong những đế quốc đông dân nhất trong lịch sử. Arthashastra và các sắc lệnh của A Dục vương là những nguồn chính trong các sử liệu về thời kỳ Maurya.

## Các Hoàng đế Sáng lập
Sau khi Alexander Đại Đế qua đời vào năm 323 TCN, Chandragupta đã dẫn đầu một chuỗi chiến dịch vào năm 305 TCN để chiếm các satrapies ở thung lũng Indus và miền tây bắc Ấn Độ.  Khi các lực lượng còn lại của Alexander bị đánh bại và rút lui về phía tây, Seleucus I Nicator đã chiến đấu để bảo vệ các lãnh thổ này. Không nhiều chi tiết về các chiến dịch được biết từ các nguồn cổ đại. Seleucus bị đánh bại và rút lui vào khu vực núi của Afghanistan. Hai vị vua đã ký kết một hiệp ước hòa bình vào năm 303 TCN, bao gồm một liên minh hôn nhân. Theo các điều khoản của hiệp ước, Chandragupta nhận được các satrapies của Paropamisadae (Kamboja và Gandhara) và Arachosia (Kandahar) và Gedrosia (Balochistan). Seleucus I nhận được 500 voi chiến mà sẽ đóng vai trò quyết định trong chiến thắng của ông trước các vua Hellenistic phương Tây tại Trận Ipsus vào năm 301 TCN. Quan hệ ngoại giao đã được thiết lập và một số người Hy Lạp, như nhà sử học Megasthenes, Deimakos và Dionysius, đã cư trú tại triều đình Maurya.

## Suy tàn
Vào năm 180 TCN, Brihadratha Maurya đã bị giết bởi tướng lĩnh người Bà-la-môn của ông, Pushyamitra Shunga, trong một cuộc duyệt binh mà không có người thừa kế. Do đó, đế chế Maurya vĩ đại cuối cùng đã kết thúc, nhường chỗ cho sự trỗi dậy của Đế chế Shunga.

## Dòng thời gian
- Năm 322 TCN: Chandragupta Maurya chinh phục Đế chế Nanda, thành lập triều đại Maurya.[26]
- Năm 317–316 TCN: Chandragupta Maurya chinh phục khu vực Tây Bắc của tiểu lục địa Ấn Độ.
- Năm 305–303 TCN: Chandragupta Maurya giành được lãnh thổ bằng cách đánh bại Đế chế Seleucid.
- Năm 298–269 TCN: Thời kỳ trị vì của Bindusara, con trai của Chandragupta. Ông chinh phục một phần của Deccan, miền Nam Ấn Độ.
- Năm 269–232 TCN: Đế chế Maurya đạt đến đỉnh cao dưới thời Ashoka, cháu trai của Chandragupta.
- Năm 261 TCN: Ashoka chinh phục vương quốc Kalinga.
- Năm 250 TCN: Ashoka xây dựng các bảo tháp Phật giáo và dựng các cột trụ có khắc chữ.
- Năm 184 TCN: Đế chế sụp đổ khi Brihadratha, vị hoàng đế cuối cùng, bị giết bởi Pushyamitra Shunga, một tướng lĩnh của Maurya và là người sáng lập Đế chế Shunga.